# Life (flingor)
För andra betydelser, se Life.

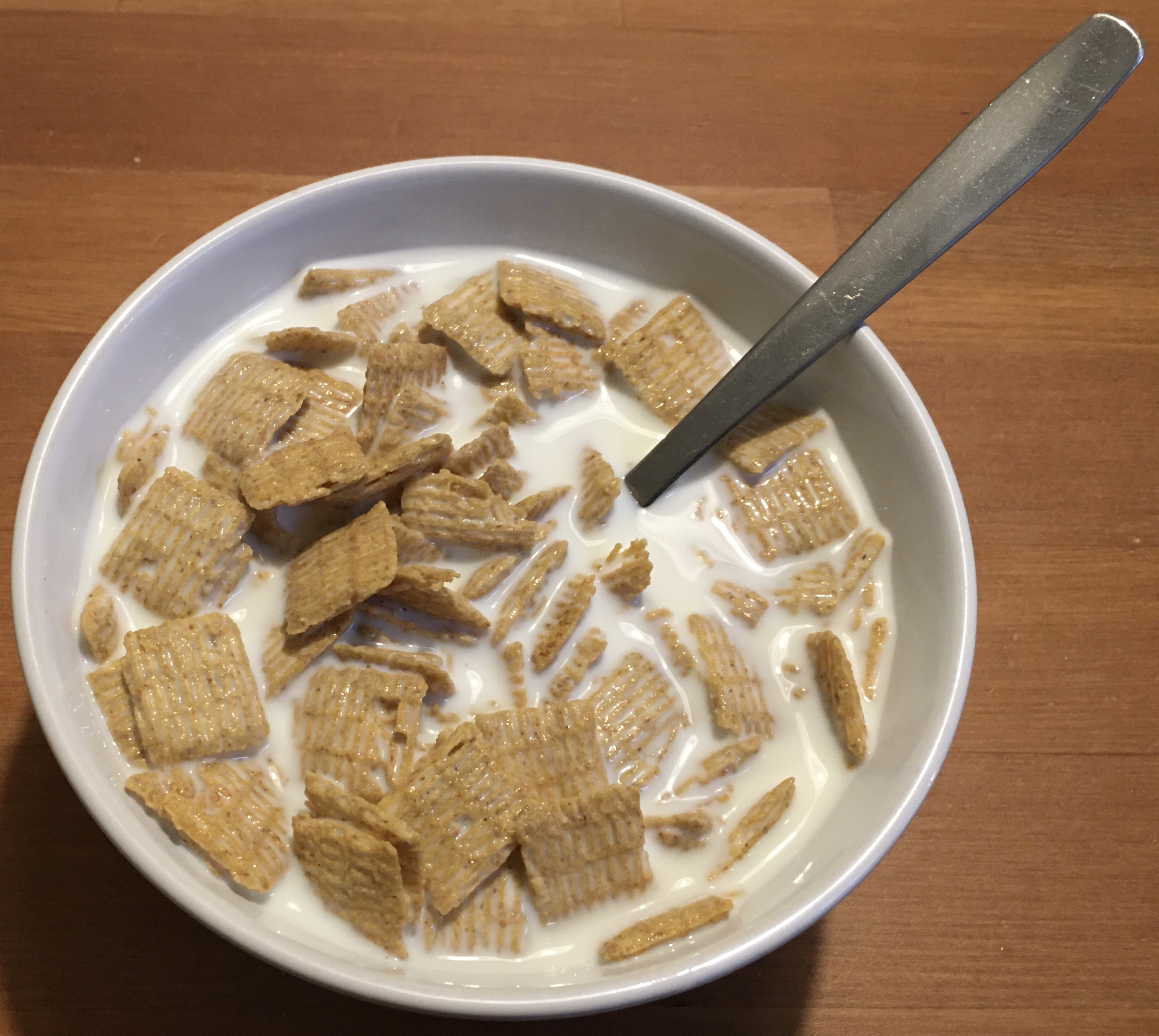
En skål med Life-flingor och mjölk.

Life är ett varumärke för bakade och ihåliga fullkornsflingor och som tillverkas av den amerikanska livsmedelsproducenten Quaker Oats. Flingorna lanserades 1961.
I USA var Life det nionde mest sålda varumärket för flingor för år 2018 med 58,1 miljoner sålda förpackningar för totalt 177,5 miljoner amerikanska dollar.